# 제2차 오쿠마 내각
제2차 오쿠마 내각(일본어: 第2次大隈内閣)은 와세다 대학 총장 오쿠마 시게노부가 제17대 내각총리대신으로 임명되어, 1914년 4월 16일부터 1916년 10월 9일까지 존재한 일본의 내각이다.

## 재직 기간
- 1914년(다이쇼 3년) 4월 16일 ~ 1916년(다이쇼 5년) 10월 9일
- 재직 일수 : 908일

## 인사

### 국무대신
| 직책         | 대수 | 성명              | 성명 | 주요 경력                              | 재직 기간                          | 비고 |
| ------------ | ---- | ----------------- | ---- | -------------------------------------- | ---------------------------------- | ---- |
| 내각총리대신 | 17   | 오쿠마 시게노부   |      | 외무대신 내각총리대신 와세다 대학 총장 | 1914년 4월 16일 ~ 1916년 10월 9일  |      |
| 외무대신     | 29   | 가토 다카아키     |      | 남작 외무대신                          | 1914년 4월 16일 ~ 1915년 8월 10일  |      |
| 외무대신     | 30   | 오쿠마 시게노부   |      | 외무대신 내각총리대신 와세다 대학 총장 | 1915년 8월 10일 ~ 1915년 10월 13일 | 겸직 |
| 외무대신     | 31   | 이시이 기쿠지로   |      | 남작 외무차관 주프랑스특명전권대사     | 1915년 10월 13일 ~ 1916년 10월 9일 |      |
| 내무대신     | 30   | 오쿠마 시게노부   |      | 외무대신 내각총리대신 와세다 대학 총장 | 1914년 4월 16일 ~ 1915년 1월 9일   | 겸직 |
| 내무대신     | 31   | 오우라 가네다케   |      | 자작 농상무대신 내무대신               | 1915년 1월 9일 ~ 1915년 7월 30일   |      |
| 내무대신     | 32   | 오쿠마 시게노부   |      | 외무대신 내각총리대신 와세다 대학 총장 | 1915년 7월 30일 ~ 1915년 8월 10일  | 겸직 |
| 내무대신     | 33   | 이치키 기토쿠로   |      | 제국대학 교수 법제국장관               | 1915년 8월 10일 ~ 1916년 10월 9일  |      |
| 대장대신     | 17   | 와카쓰키 레이지로 |      | 대장대신 귀족원 의원                   | 1914년 4월 16일 ~ 1915년 8월 10일  |      |
| 대장대신     | 18   | 다케토미 도키토시 |      | 중의원 의원 내각서기관장               | 1915년 8월 10일 ~ 1916년 10월 9일  |      |
| 육군대신     | 23   | 오카 이치노스케   |      | 남작 육군중장                          | 1914년 4월 16일 ~ 1916년 3월 30일  |      |
| 육군대신     | 24   | 오시마 겐이치     |      | 육군중장                               | 1916년 3월 30일 ~ 1916년 10월 9일  |      |
| 해군대신     | 19   | 야시로 로쿠로     |      | 해군중장 해군대학교장                  | 1914년 4월 16일 ~ 1915년 8월 10일  |      |
| 해군대신     | 20   | 가토 도모사부로   |      | 해군중장 해군차관                      | 1915년 8월 10일 ~ 1916년 10월 9일  |      |
| 사법대신     | 20   | 오자키 유키오     |      | 도쿄시장 문부대신                      | 1914년 4월 16일 ~ 1916년 10월 9일  |      |
| 문부대신     | 26   | 이치키 기토쿠로   |      | 제국대학 교수 법제국장관               | 1914년 4월 16일 ~ 1915년 8월 10일  |      |
| 문부대신     | 27   | 다카타 사나에     |      | 귀족원의원 와세다 대학 총장            | 1915년 8월 10일 ~ 1916년 10월 9일  |      |
| 농상무대신   | 26   | 오우라 가네다케   |      | 자작 농상무대신 내무대신               | 1914년 4월 16일 ~ 1915년 1월 7일   |      |
| 농상무대신   | 27   | 고노 히로나카     |      | 중의원 의장                            | 1915년 1월 7일 ~ 1916년 10월 9일   |      |
| 체신대신     | 22   | 다케토미 도키토시 |      | 중의원 의원 내각서기관장               | 1914년 4월 16일 ~ 1915년 8월 10일  |      |
| 체신대신     | 23   | 미노우라 가쓴도   |      | 중의원 의원                            | 1915년 8월 10일 ~ 1916년 10월 9일  |      |

### 기타
| 직책         | 대수 | 성명            | 성명 | 주요 경력     | 재직 기간                         | 비고 |
| ------------ | ---- | --------------- | ---- | ------------- | --------------------------------- | ---- |
| 내각서기관장 | 19   | 에기 다스쿠     |      | 내각서기관장  | 1914년 4월 16일 ~ 1916년 10월 9일 |      |
| 법제국장관   | 17   | 다카하시 사쿠에 |      | 제국대학 교수 | 1914년 4월 25일 ~ 1916년 10월 9일 |      |

### 참정관
| 직책         | 대수 | 성명                | 성명 | 주요 경력                   | 재직 기간                          | 비고 |
| ------------ | ---- | ------------------- | ---- | --------------------------- | ---------------------------------- | ---- |
| 외무참정관   |      | 아다치 겐조         |      | 중의원 의원                 | 1915년 7월 2일 ~ 1915년 8월 12일   |      |
| 외무참정관   |      | 도카이 산시         |      | 중의원 의원                 | 1915년 10월 30일 ~ 1916년 10월 9일 |      |
| 내무참정관   |      | 시모오카 주지       |      | 내무차관 중의원 의원        | 1915년 7월 2일 ~ 1915년 8월 21일   |      |
| 내무참정관   |      | 후지사와 이쿠노스케 |      | 중의원 의원                 | 1915년 8월 21일 ~ 1916년 10월 9일  |      |
| 대장참정관   |      | 하마구치 오사치     |      | 중의원 의원                 | 1915년 7월 2일 ~ 1915년 8월 21일   |      |
| 대장참정관   |      | 가토 마사노스케     |      | 중의원 의원                 | 1915년 8월 21일 ~ 1916년 10월 9일  |      |
| 육군참정관   |      | 마나베 아키라       |      | 예비역 육군중장 중의원 의원 | 1915년 7월 2일 ~ 1916년 10월 9일   |      |
| 해군참정관   |      | 하야미 세이지       |      | 중의원 의원                 | 1915년 7월 2일 ~ 1915년 12월 26일  |      |
| 해군참정관   |      | 오카베 지로         |      | 중의원 의원                 | 1916년 1월 19일 ~ 1916년 10월 9일  |      |
| 사법참정관   |      | 다가와 다이키치로   |      | 중의원 의원                 | 1915년 7월 2일 ~ 1916년 10월 9일   |      |
| 문부참정관   |      | 구와다 구마조       |      | 법학박사                    | 1915년 7월 2일 ~ 1915년 8월 21일   |      |
| 문부참정관   |      | 오쓰 준이치로       |      | 중의원 의원                 | 1915년 8월 21일 ~ 1916년 10월 9일  |      |
| 농상무참정관 |      | 마치다 주지         |      | 중의원 의원                 | 1915년 7월 2일 ~ 1916년 10월 9일   |      |
| 체신참정관   |      | 후지사와 이쿠노스케 |      | 중의원 의원                 | 1915년 7월 2일 ~ 1915년 8월 21일   |      |
| 체신참정관   |      | 기노시타 겐지로     |      | 중의원 의원                 | 1915년 8월 21일 ~ 1916년 10월 9일  |      |